# 愛澄玲花
愛澄 玲花（あいずみ れいか　1975年4月19日 - ）は日本のAV女優。神奈川県出身。バルドエージェンシー所属。

## 出演作品
2010年
- エロチカ女体面接 2 りょうこ（9月24日、EROTICA）
- 人気婦人誌ファッションモデルAVデビュー（10月22日、EROTICA）[1]
- SEXYスイムウェア 発表会（11月26日、EROTICA）[1]
- はじめての本番まな板ショー（12月24日、EROTICA）[1]

2011年
- 湯けむりに抱かれて～人妻旅情交尾～（1月28日、EROTICA）[1]
- 米○涼子コス 「性交渉人」Ver. 愛澄玲花 （2月25日、EROTICA）[1]
- なぐさめ上手な母（3月25日、EROTICA）[1]
- 女とイカセ続けるとどうなるのかテスト（4月22日、EROTICA）[1]
- キャリア人妻レイプ　プライドが堕ちてゆく（6月7日、アタッカーズ）[1]
- 捜査官、堕ちるまで… ―凌辱調教トラップ― （7月7日、アタッカーズ）[1]
- 夫の目の前で犯されて- 義弟の欲望II（9月7日、アタッカーズ）[1]
- フラメンコの女（10月7日、アタッカーズ）[1]
- 今日から、主人が出張なんです。（11月7日、マドンナ）[1]
- 犯罪捜査官復讐の弾痕（12月7日、アタッカーズ）

2012年
- あなた、許して…。-愛欲のラビリンス-（1月7日、アタッカーズ）[1]